# Mureils
Mureils korábbi község (település) Franciaországban, Drôme megyében. 2022. január 1-jén La Motte-de-Galaure községgel egyesült és delegált községként Saint-Jean-de-Galaure új község része lett.
Lakosainak száma 473 fő (2019. január 1.). Mureils Anneyron, Châteauneuf-de-Galaure, Claveyson, Fay-le-Clos, La Motte-de-Galaure és Saint-Avit községekkel határos.

## Népesség
A település népességének változása:
| Lakosok száma | 246  | 244  | 272  | 307  | 340  | 442  | 466  | 474  | 469  | 473  |
|               | 1968 | 1975 | 1990 | 1999 | 2006 | 2013 | 2015 | 2016 | 2018 | 2019 |